# René Goblet
René-Marie Goblet (Aire-sur-la-Lys, 26 de septiembre de 1828 – París, 13 de septiembre de 1905) fue un político francés.

## Biografía
Nació en el 26 de septiembre de 1828 en Aire-sur-la-Lys, departamento de Paso de Calais.
Durante el Segundo Imperio Francés Goblet, que tenía estudios de derecho, contribuyó en la fundación de Le Progrès de la Somme, una publicación liberal. El 2 de julio de 1871 se convirtió en diputado en la Asamblea Nacional por el departamento de Somme. Fue ministro de interior entre el 30 de enero y el 6 de agosto de 1882 en un gobierno Freycinet y de la Instrucción Pública Bellas Artes y Cultos entre el 6 de abril de 1885 y el 10 de diciembre de 1886. Fue presidente del Consejo entre el 11 de diciembre de 1886 y el 19 de mayo de 1887. Durante su gobierno se desencadenó el incidente Schnaebelé, que casi llevó a la guerra a Francia y Alemania. Ocupó el cargo de ministro de Asuntos Exteriores entre el 3 de abril de 1888 y el 21 de febrero de 1889 en un gobierno Floquet.
Falleció en París el 13 de septiembre de 1905.